# Palais Dazzi
Le Palazzo Dazzi, également connu sous le nom de Palazzo Corradi Cervi, est un bâtiment néoclassique, situé Strada della Repubblica à Parme. Le bâtiment a un plan rectangulaire, à l'angle de la rue Petrarca.

## Histoire
Le palais a été construit à l'emplacement de bâtiments préexistants entre 1794 et 1797 d'après un projet de l'architecte parmesan Domenico Cossetti, élève d'Ennemond Alexandre Petitot, à la demande du marquis Gian Francesco Corradi Cervi, capitaine des milices ducales de Parme.
En 1832 la statue de l'Innocence, œuvre de Tommaso Bandini, fut placée dans la petite cour intérieure sur une fontaine au bassin de marbre.
Au XIXe siècle, le palais a été acheté par la famille Dazzi.